# Narciso López (labdarúgó)
Narciso López (Chapulimita, 1928. augusztus 18. – valószínűleg 1988. januárja) mexikói válogatott labdarúgó, hátvéd.

## Pályafutása
Karrierje során három csapatban játszott. Első klubja a CD Oro volt, ahol pályafutása nagy részét töltötte, 1948-tól tíz évet. Ezt követően átigazolt a Guadalajarához, ahol legnagyobb sikereit aratta. 1959-ben és 1960-ban egyaránt duplázni tudott a csapattal, vagyis bajnoki címet és szuperkupa-győzelmet is ünnepelhetett. Pályafutását a Nacionalban fejezte be, amelynek segített feljutni az első osztályba.
A mexikói válogatottal részt vett az 1954-es világbajnokságon. A nemzeti csapatban összesen tíz meccse van.